# Kuda-kitsune
Le kuda-kitsune ou kuda-gitsune (管狐, クダ狐 ; « renard-pipe »), autrefois désigné sous le nom d’īzuna (飯綱), est une espèce d’esprit-renard, présent dans le folklore de différentes régions centrales du Japon. Caractérisés par leur taille minuscule, ils sont généralement employés en tant que tsukimono, des familiers utilisés pour posséder les humains ou comme instruments de divination.

## Noms et étymologies
Le nom kuda-gitsune se compose des caractères kuda (管 ; kan ; « tube ») et kitsune (狐 ; ko ; renard), à ce titre ils peuvent également être désignés sous le nom de kanko, selon la lecture onyomi.
Ce nom de « renard-tube » ou « renard-pipe tire son nom du fait qu’il est assez petit pour tenir dans un interstice étroit, comme un tube ou un morceau de bambou.
Le folkloriste Kunio Yanagita, suggère que le mot kuda, proviendrait plutôt du verbe kudaru (下る ; 降る ; « descendre » ; « tomber »),  avec l’idée selon laquelle yama-no-kami (山の神 ; « divinité des monts »), descendant de sa montagne sous la forme d’un renard, sous le nom de ta-no-kami (田の神 ; « divinité des champs »).
Le nom īzuna (飯綱 ; « corde de riz ») est une variante régionale de la préfecture de Nagano et provient du mont īzuna en entretenant un lien avec les traditions du shugendō. Aujourd’hui le terme īzuna (イイズナ) est utilisé pour désigner la Belette d'Europe, dont l'aire de répartition se situe également au Japon dans les régions les plus au Nord-Est de l'île de Kyushu et d'Hokkaidō.

## Description

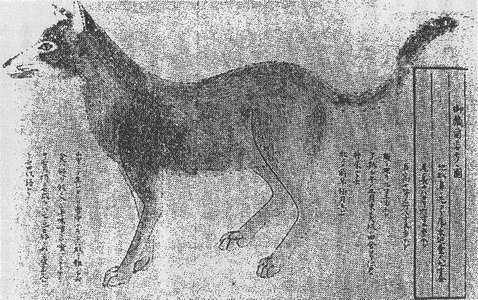
Illustration d’un "kuda-kitsune" dans le Kasshi yawa.

Le kuda-gitsune peut être considéré comme une créature spécifique, ou encore comme un tsukimono (憑物), une invocation crée par l’intermédiaire de la possession par un esprit-renard. 

### Apparence
Les kuda-kitsune sont généralement décrits comme des esprits-renards caractérisés par leur taille minuscule. Mais d’autres sources déclarent qu’il pourrait s’agir d’un autre animal :
- selon le Shōzan chomon kishū (想山著聞奇集) ce serait un animal avec un corps ressemblant à celui d’une loutre et recouvert d’une fourrure grise et dont la face évoque celle du chat[9] ;
- le Zen'an zuihitsu (善庵随筆) évoque un animal doté d’une paire d’yeux disposés à la verticale, comme certains rongeurs sauvages[10] ;
- le même document suggère qu’il s’agit de l’esprit d’un yako, un esprit-renard sauvage, lorsqu’il entre en état de possession[11].

Leur taille varie selon les sources, mais peut se rapprocher de celle d’un petit rongeur ou d’une boîte d’allumettes, mesurant environ une dizaine de centimètres, ou encore atteindre une taille de 1,2 à 1,3 shaku (soit environ 36 à 39 cm), comme l’évoquent certains documents tels que le Kasshi yawa. Kunio Yanagita évoque une taille comparable à celle de la Belette du Japon, comme l’indique également le Zen'an zuihitsu. Le Shōzan chomon kishū parle de dimensions comparables à celles d’un écureuil, sans en préciser l’espèce.
Selon les descriptions, leur corps est allongé, évoquant celui de petits mustélidés comme l’hermine, et, plus particulièrement, la belette d'Europe, d’où l’emprunt du nom. Ce corps en forme de tube leur permet de se glisser aisément dans de petits interstices tels que des vêtements, des poches, mais surtout des morceaux de bambou, leur servant de résidence.

## Utilisation
Le kuda-kitsune est généralement connu pour servir de familier aux sorciers et aux voyants. Les personnes détenant de tels renards étaient désignées sous divers noms selon les régions, comme kuda-mochi (管持ち ; « possesseur du tube »), kudaya (管屋 ; « propriétaire du tube »), kuda tsukai (管使い ; « utilisateur du tube »), ou encore le plus utilisé, kitsune tsukai (狐使い ; 狐遣い ; « utilisateur de renard »). Une fois dressés, ils peuvent être invoqués par une incantation magique et répondre à toutes les questions qui leur sont posées. Conservés sous les vêtements ou dans les poches, ces petits renards recueillent des informations qu'ils chuchotent à l'oreille de leur maître, lui permettant ainsi de récolter des informations précieuses. Créatures réputées invisibles, seuls ces utilisateurs peuvent les voir. Le kitsune tsukai fait profiter malgré lui les capacités de sa petite créature à ses proches et en particulier les membres de son foyer. 

### Cas dekitsunetsukipar deskuda-gitsune
La kitsunetsuki est la possession exercée par un esprit-renard, souvent accompagnée de l'invocation d'une entité pour posséder la cible. Dans le cas du kuda-gitsune, la possession est désignée sous le nom de kuda-tsuki et est généralement effectuée par le kitsune tsukai. Ici, l’esprit-renard n'est pas une bête sauvage attaquant l'homme, mais plutôt le résultat d’un conflit entre humains.
Un récit fait état d’une famille utilisant les pouvoirs de ces petites créatures pour s'enrichir en terrorisant et pillant les foyers de familles concurrentes. Pour s'assurer un bon nombre de kuda-gitsune, ils organisaient des mariages arrangés de kitsune-tsukai, jusqu'à finalement rassembler un total de soixante-quinze bêtes dans leur logis. La puissance spirituelle exercée par ces petits renards entassés finit par peser sur la famille, la rongeant de l'intérieur jusqu'à la faire dépérir peu de temps après. 
Ce nombre de soixante-quinze renards pourrait provenir d’une ancienne croyance matrimoniale stipulant qu'à chaque fois qu'une jeune fille issue d'un foyer hanté par les kuda ou osaki se mariait, elle amenait avec elle soixante-quinze kuda-gitsune dans son nouveau foyer.
Le kuda-tsuki est une forme de possession spirituelle qui aurait pris racine dans le culte du serpent, et aurait dérivé vers d'autres animaux, comme le chien, ou encore le tanuki. Dans certaines régions, il est fait mention du mamedanuki comme d’une créature résultant de la possession par un tanuki, mais ce phénomène reste relativement rare comparé aux renards.

## Légendes associées
Dans l'est de la préfecture d’Aichi, il était raconté qu’un īzuna, autrefois invoqué par un sorcier, s'était échappé car son porteur avait refusé d'apprendre à ses disciples comment le maîtriser. Cet īzuna, alors porté par un tourbillon de poussières, s’attaquait  aux gens en volant leur sang. Cette caractéristique le rend relativement comparable au kamaitachi. L'absence de sang dans les blessures causées par un kamaitachi serait ainsi attribuée au fait que le sang aurait été aspiré par la petite créature .

## Dans la culture populaire
- Dans le manga XxxHOLiC, un kuda-gitsune appelé Muketsu s’attache au héros de l’histoire.